# Paolo Segneri

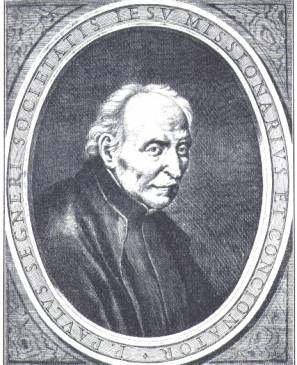
Paolo Segneri

Paolo Segneri S. J. (Nettuno, 21 de março de 1624 – Roma, 9 de dezembro de 1694) foi um sacerdote jesuíta italiano, pregador e orador sacro, missionário e escritor sobre ascética.